# 花 -Mémento-Mori-
《花 -Mémento-Mori-》，是日本樂團Mr.Children的第11張單曲。1996年4月10日發行。

## 簡介
是同年發行的專輯《深海》的先行單曲，只收錄一首曲目，售價定在500日圓的低價。
歌曲標題中的「Mémento-Mori」是拉丁語「記住，你必將死亡」的意思。
是1996年度日本單曲銷量第5位。總銷量高達153.86萬張，連續8張單曲銷量百萬以上，僅次於B'z。

## 收錄曲目
1. 花 -Mémento-Mori-
作詞、作曲：櫻井和壽；編曲:小林武史 & Mr.Children

## 外部連結
- 唱片介紹 （页面存档备份，存于） Mr.Children官方網站